# Jean-Pierre Dorléac
Jean-Pierre Dorleac (* 12. April 1943 in Toulon, Frankreich) ist ein französischer Kostümbildner.
Zwischen 1977 und 2004 arbeitete er hauptsächlich in den USA, für Film, Fernsehen und Theater. Des Weiteren hat er 2004 eine Komödie und 2015 ein Buch mit Erinnerungen veröffentlicht.

## Leben

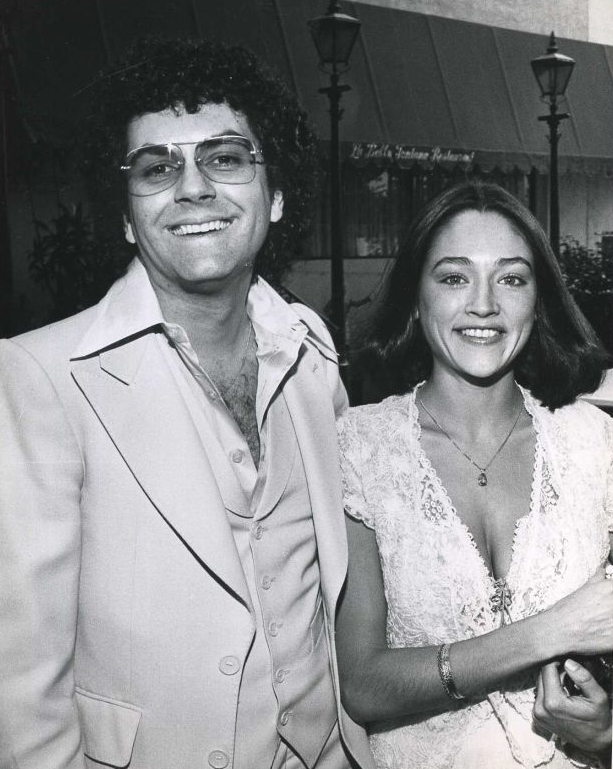
Jean-Pierre Dorléac und die Britisch-amerikanische Schauspielerin Olivia Hussey (ca. 1978, wahrscheinlich im Zusammenhang mit dem TV-Film The Bastard).

In seiner mehr als vierzigjährigen Karriere arbeitete Jean-Pierre Dorléac als Kostümbildner für Film und Fernsehen, Theater, Varieté-Shows, Oper und Burlesque. Sein größter Erfolg waren zwei Emmys für das Kostümdesign von Kampfstern Galactica (1979) und The Lot (1999). Er war außerdem insgesamt elf Mal nominiert.
Für den Film Ein tödlicher Traum war er außerdem bei der Oscarverleihung 1981 nominiert in der Kategorie Bestes Kostümdesign.
2015 veröffentlichte er außerdem seine Erinnerungen The Naked Truth: An Irreverent Chronicle of Delirious Escapades, die Erinnerungen an seine Arbeit mit unter anderem  Fred Astaire, Buddy Ebsen, Henry Fonda, Cary Grant, David Hemmings, Louis Jourdan, Mae West und Patricia Neal enthalten.

## Werke
- Abracadabra Alakazam. Monad Books, 2004, ISBN 978-0-9745511-2-8.
- The Naked Truth: An Irreverent Chronicle of Delirious Escapades. BCH Fulfillment & Distribution, 2015, ISBN 978-0-9745511-1-1.

## Filmografie (Auswahl)

### Film
- 1980: Die blaue Lagune (Blue Lagoon)
- 1980: Ein tödlicher Traum (Somewhere in Time)
- 1986: Die Frau vom Boß (The Boss' Wife)
- 1987: The Killing Time
- 1993: 4 himmlische Freunde (Heart and Souls)
- 2004: U-Boat (In Enemy Hands)

### Fernsehserien
- 1978: Kampfstern Galactica (Battlestar Galactica)
- 1980: Kampfstern Galactica 80 (Galactica 80)
- 1983: Automan
- 1982–1983: Die Himmelhunde von Boragora (Tales of the Gold Monkey)
- 1982–1986: Knight Rider
- 1984: Mode, Models und Intrigen (Cover Up)
- 1984–1987: Airwolf
- 1986–1995: Matlock
- 1987–1988: Highwayman
- 1987–1988: Max Headroom
- 1987–1992: Jake und McCabe – Durch dick und dünn (Jake and the Fatman)
- 1989–1993: Zurück in die Vergangenheit (Quantum Leap)
- 2001: The Lot